# Referendum o grónské autonomii v roce 1979
Dne 17. ledna 1979 se v Grónsku konalo konzultativní referendum o domovské vládě. O něco více než 70 % voličů se vyslovilo pro větší autonomii vůči Dánsku, což vedlo k ustavení grónského parlamentu a získání suverenity Grónska v oblastech, jako je školství, zdravotnictví, rybolov a životní prostředí.
V důsledku referenda vstoupilo domovské právo v platnost dne 1. května 1979 a Grónsko se stalo autonomní složkou Dánského království.

## Výsledky
| Volba                     | Volba                     | Hlasy  | %      |
| ------------------------- | ------------------------- | ------ | ------ |
| Pro                       | Pro                       | 12,756 | 73.06  |
| Proti                     | Proti                     | 4,703  | 26.94  |
| Celkem                    | Celkem                    | 17,459 | 100.00 |
|                           |                           |        |        |
| Platné hlasy              | Platné hlasy              | 17,459 | 95.92  |
| Neplatné/prázdné hlasy    | Neplatné/prázdné hlasy    | 743    | 4.08   |
| Celkem                    | Celkem                    | 18,202 | 100.00 |
| Registrovaní voliči/účast | Registrovaní voliči/účast | 28,889 | 63.01  |